# Bavšica
Bavšica este o localitate din comuna Bovec, Slovenia, cu o populație de 11 locuitori.